# Les Cordes-de-bois
Les Cordes-de-bois est le sixième roman de la femme de lettres canadienne Antonine Maillet. 

## Historique
Alors qu'elle était dans les listes des favoris pour le prix Goncourt 1977 avec ce roman, l'auteure acadienne se voit finalement décerner la principale récompense littéraire française en novembre 1979 pour le roman Pélagie-la-Charrette.